# Erdei szürkebegy
Az erdei szürkebegy (Prunella modularis) a madarak osztályának verébalakúak (Passeriformes) rendjébe és a szürkebegyfélék (Prunellidae) családjába tartozó faj.

## Rendszerezése
A fajt Carl von Linné svéd természettudós írta le 1758-ban, a Motacilla nembe Motacilla modularis néven.

## Alfajai
- Prunella modularis euxina Watson, 1961
- Prunella modularis fuscata Mauersberger, 1971
- Prunella modularis hebridium Meinterzhagen, 1934
- Prunella modularis mabbotti Harper, 1919
- Prunella modularis meinertzhageni J. M. Harrison & Pateff, 1937
- Prunella modularis modularis (Linnaeus, 1758)
- Prunella modularis obscura (Hablizl, 1783)
- Prunella modularis occidentalis (Hartert, 1910)[2]

## Előfordulása
Európában, Ázsia nyugati és Afrika északi részén honos. Természetes élőhelyei a hegyi erdők, parkok és vidéki kertek. Vonuló faj.

### Kárpát-medencei előfordulása
Magyarországi parkokban és kertekben rendszeres fészkelő. A hazai állomány rövidtávú vonuló, az enyhe teleken áttelelő példányai is előfordulnak.

## Megjelenése
Testhossza 14 centiméter, szárnyfesztávolsága 19–21 centiméter, testtömege pedig 16–25 gramm. Tollazatára a szürke és a barna szín a jellemző, sötétebb foltokkal.
|  |

## Életmódja
Költési területén főleg rovarokkal és pókokkal táplálkozik. Ősztől bogyókat, télen magvakat fogyaszt. Rejtőszíneivel szinte láthatatlan a sűrű bokrok között, csak akkor lehet észrevenni, ha kiáll az ágak szélére énekelni.

## Szaporodása
Növényi szálakból és mohából készíti csésze alakú fészkét, melyet szőrszálakkal és tollakkal bélel ki. Fészekalja 4-6 kék színű tojásból áll, melyen 12-14 napig kotlik. A fiókák még 10-14 napig tartózkodnak a fészekben, utána a sűrű bozótban rejtőznek, amíg nem tudnak repülni.
|  |  |  |

## Természetvédelmi helyzete
Az elterjedési területe rendkívül nagy, egyedszáma ugyan csökkenő, de még nem éri el a kritikus szintet. A Természetvédelmi Világszövetség Vörös listáján nem fenyegetett fajként szerepel. Magyarországon védett, természetvédelmi értéke 25 000 forint.